# Hypena similata
Hypena similata là một loài bướm đêm trong họ Erebidae.